# ارنا میزوزاوا
ارنا میزوزاوا (انگلیسی: Erena Mizusawa؛ زادهٔ ۲۱ مارس ۱۹۹۲) بازیگر، مدل اهل ژاپن است.